# Ford GT
Ford GT je sportovní automobil s motorem uprostřed značky Ford vyráběný v první generaci od roku 2005 do 2006 a v druhé generaci od roku 2017. Vůz byl původně navržen jako koncept k příležitosti stého výročí automobilky Ford v roce 2003 a je duchovním nástupcem závodního speciálu Ford GT40, který čtyřikrát po sobě vyhrál závod 24 hodin Le Mans.

## První generace (2005–2006)

### Vývoj
Ford GT začal být vyvíjen na začátku 21. století z důvodu blížícího se stého výročí automobilky a ve snaze Fordu oživit své kdysi ikonické modely jako například Mustang či Thunderbird. Koncept, pojmenovaný GT40 Concept, byl představen na Autosalonu v Detroitu 2002. Na vývoji konceptu, interně označovaném jménem Petunia, se podílel i Carroll Shelby.
Vzhled vozu silně připomínal původní GT40, značně však narostl do všech směrů včetně výšky - ta činila 44 palců, původně se proto spekulovalo o názvu GT44. V roce 2003, během oslav výročí Fordu, byly představeny tři předprodukční kusy a do prodeje se vůz dostal na podzim roku 2004 pod jménem Ford GT. Ke zvýraznění faktu, že jde o vůz oslavující sté výročí, byla do předních světlometů zakomponována číslice sto.

### Pohon a specifikace

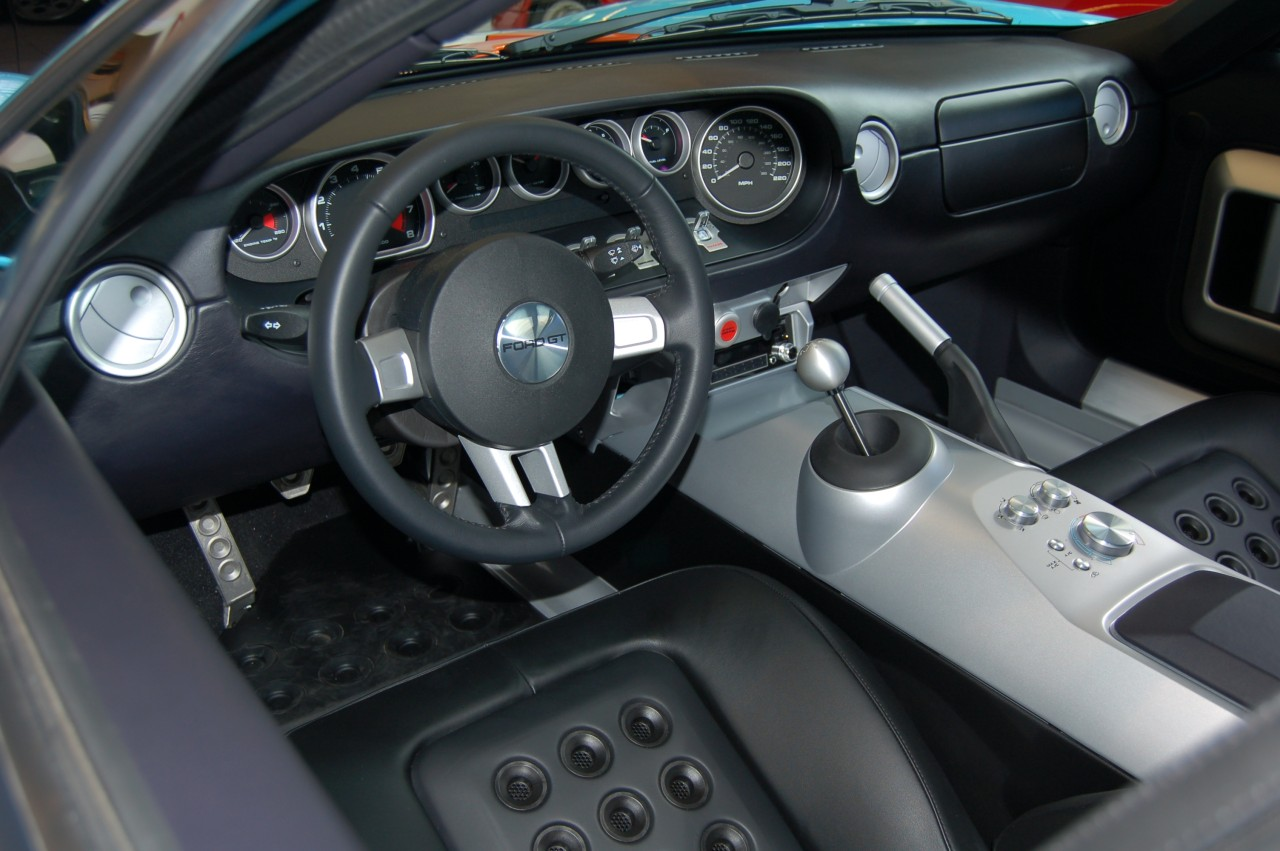
Interiér

Vůz přišel s několika inovativními technologiemi, jako například s karoserií využívající superplasticity, s hliníkovými panely karosérie, se středovým tunelem využívajícím princip třecího svařování promíšením a pokrytým hořčíkem, se speciální závodní palivovou nádrží či s hliníkovo-karbonovým krytem motoru.
Vůz využívá speciální závodní hliníkové brzdy značky Brembo.
Motor je 5,4 litrový celohliníkový vidlicový osmiválec Modular uložen podélně vzadu s kompresorem Eaton. Motor produkuje 550 koní (410 kW) při 6 500 ot/min a dosahuje maximálního točivého momentu 678 N⋅m při 4 500 ot/min. Převodovka je manuální šestistupňová značky Ricardo se samosvorným diferenciálem. Magazín Car and Driver v lednu 2004 naměřil zrychlení z 0 na 97 km/h za 3,3 sekundy, samotný Ford uvádí 3,8 sekundy. Maximální rychlost je dle Fordu 330 km/h.

### Produkce
Ford GT byl v prodeji v modelových letech 2005 až 2006. Základní konstrukce byla stavěna v Norwalku v Ohiu a lakovány a dodetailovány byly v továrně výrobce Saleen ve městě Troy v Michiganu. Motor byl stavěn zvlášť v továrně Fordu v Romeu, taktéž v Michiganu. Instalován do vozu, společně s převodovkou, byl ve Wixenu v továrně sportovní divize Fordu SVT, kde se také dodělával interiér.
Původním plánem bylo vyrobit 4500 vozů. Většina se měla prodat na domácím americkém trhu, pouze 200 kusů mělo být určeno pro Kanadu a 100 pro Evropu. Plán se však nepodařil naplnit a výroba skončila v září 2006 s 4038 vyrobenými vozy. V roce 2004 se postavilo přibližně 550 vozů, v roce 2005 1900 vozů a v roce 2006 1600 vozů. Posledních 11 konstrukcí bylo ještě v Norwalku rozebráno a sloužily jako náhradní díly. Posledních pár kusů vyrobených v roce 2006 se prodalo ještě v roce 2007.

### Prodej a marketing

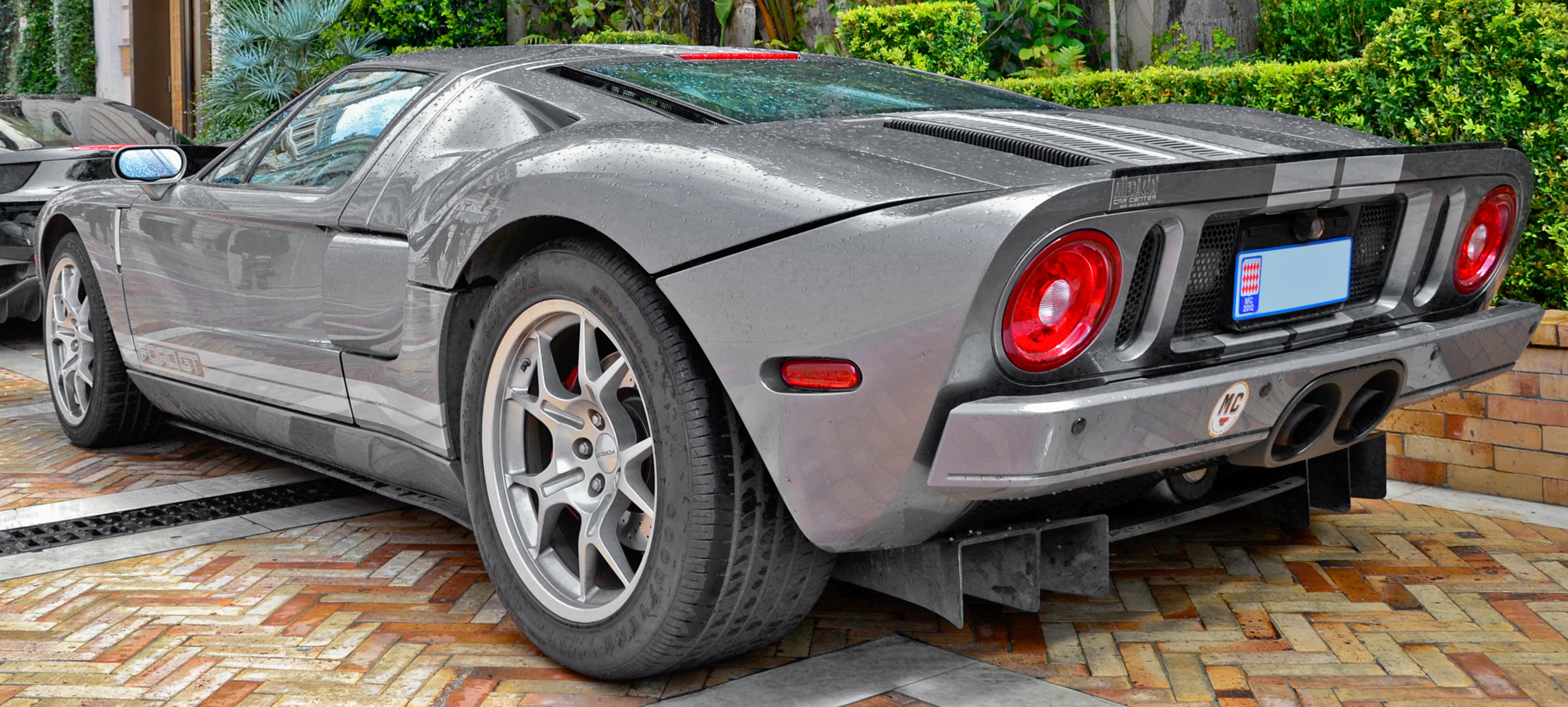
Pohled zezadu

Ford GT zaujal veřejnost hned při svém představení a objednávky zprvu převyšovaly nabídku, Ford proto vůz zdražil. První vůz byl prodán 4. srpna 2004 a jeho majitelem se stal bývalý prezident Microsoftu Jon Shirley. Právo na první GT získal na charitativní aukci a stál jej 557 000 dolarů (12,7 mil. korun). Základní cena vozu činila na začátku prodeje 140 000 dolarů (3,2 mil. korun), u prvních kusů byla ale obvyklá přirážka 100 000 dolarů za exkluzivitu. V roce 2005 se základní cena zvýšila na 150 000 dolarů (3,4 mil. korun). Do výbavy na přání patřily nabarvené brzdové třmeny, kola z kované slitiny, audiosystém McIntosh a závodní pruhy - tyto položky cenu navýšily o 13 500 dolarů.
Vůz byl silně propagován v závodních videohrách - objevil se na obalu hry Gran Turismo 4 a byl například ve hrách Gran Turismo 5, Need for Speed: Carbon či Need for Speed: ProStreet.

## Druhá generace (2017–)
Ford GT druhé generace se veřejnosti představil na Autosalonu v Detroitu v roce 2015 při příležitosti představení videohry Forza Motorsport 6 s plánovaným startem výroby v roce 2016. Vůz měl oslavovat 50 let od vítězství v závodě 24 hodin Le Mans v roce 1966 a sám byl nasazen do závodu v roce 2016, kde v kategorii LMGTE Pro zvítězil.
Vůz je poháněný 3,5 litrovým vidlicovým šestiválcem Ford EcoBoost s twin-turbem, který produkuje 647 koní (482 kW) a maximální točivý moment dosahuje 746 N⋅m. Základ motoru je převzat z pick-upu Ford F-Series, se kterým sdílí hlavy válců, blok válců a palivový systém, liší se však ve velikosti turba, způsobu mazání či velikosti sání.
Výroba Fordu GT druhé generace začala v prosinci 2016 v Markhamu v kanadské provincii Ontario. Původně měla být výroba omezena na 500 kusů, což bylo později posunuto na 1000 kusů a v roce 2018 Ford oznámil výrobu dalších 350 kusů. Vozy vyrobené v letech 2017 a 2018 putovaly k Fordem vybraným zákazníkům - ten, kdo neuspěl, se vozu dočkal až v roce 2019. Vozy roku 2020 jsou určeny pro nové zákazníky.
4. července 2019 Ford na Festivalu rychlosti v Goodwoodu představil okruhový speciál GT Mk II. Celkem se vyrobí 45 kusů tohoto speciálu, který nesmí na silnice. Proti standardnímu GT je vůz o 90 kilogramů lehčí a výkon se navýšil na 700 koní. Exteriér vozu je převzatý ze závodních speciálů - vůz má tedy například masivní zadní křídlo či zvětšený difuzor. Cena vozu byla stanovena 1,2 milionu dolarů (27,3 miliónů korun), což z GT Mk II činí nejdražší Ford všech dob.